# Estação Hadayeq Helwan
Hadayeq Helwan (em árabe: حدائق حلوان) é uma das estações da linha 1 do metro do Cairo, no Egito. Foi inaugurada em 26 de setembro de 1987 na primeira fase da Linha 1 quando entrou em operação o Metro do Cairo.

## Arredores
A estação metroviária fica próxima aos Jardins Japoneses do Cairo. 